# Puro alimentar
Um puro alimentar é um tipo de loja que comercializa apenas produtos alimentares, maioritariamente para consumo fora do estabelecimento. São exemplos de puros alimentares as charcutarias, leitarias, confeitarias, etc.